# Pristomerus taoi
Pristomerus taoi är en stekelart som beskrevs av Jinhaku Sonan 1936. Pristomerus taoi ingår i släktet Pristomerus och familjen brokparasitsteklar. Inga underarter finns listade i Catalogue of Life.